# Seznam britanskih sociologov
Seznam britanskih sociologov.

## B
- Eileen Barker
- Barry Barnes
- Gregory Bateson
- Zygmunt Bauman (poljsko-britanski)
- Tony Bennett
- Basil Bernstein
- Thomas Burton Bottomore (Thomas Bottomore)
- Patricia Broadfoot

## C
- Ann Cartwright
- Stanley Cohen (sociolog) (1942–2013)

## D
- Ralph Dahrendorf (nemško-britanski)
- Mary Douglas

## F
- Simon Frith
- Frank Furedi

## G
- David Gauntlett
- Anthony Giddens
- Paul Gilroy
- Morris Ginsberg
- John Goldthorpe
- Matthew Goodwin (politolog)
- A.J.R. (John) Groom (politolog - mednarodni odnosi)

## H
- Michael Haralambos
- Paul Hirst
- Martin Holborn

## J
- Margot Jefferys
- Roger Jowell?

## L
- Alena V. Ledeneva (rusko-britanska)
- Ruth Levitas
- David Lyon (škotsko-kanadski)

## M
- Donald MacKenzie
- Margaret Archer
- Thomas Humphrey Marshall
- Ralph Miliband
- J. Clyde Mitchell
- David Morgan

## O
- Ann Oakley

## P
- Raj Patel
- Michael Polanyi

## R
- Garry Runciman, 3rd Viscount Runciman of Doxford
- John Rex (1925–2011)

## T
- Laurie Taylor (sociolog)
- Richard Titmuss
- Eric Trist

## V
- Steven Vertovec ?

## W
- Michael Wadsworth (sociolog)
- Steve Woolgar

## Z
- Jan Zielonka (poljsko-britanski)